# Hovedrolle
Hovedrollen er den fiktive eller faktiske figur som historien eller filmen handler om.